# Jardins da Baía
Jardins da Baía (em inglês:  Gardens by the Bay, (chinês simplificado: 滨海湾花园, pinyin: bīnhǎi wān huāyuán) é um parque que se estende por 101 ha de aterro marítimo no centro de Singapura, adjacente à Albufeira Marina (Marina Reservoir). O parque inclui três jardins frente à costa: o Bay South Garden, o Bay East Garden e o Bay Central Garden.
O complexo Gardens by the Bay faz parte de uma estratégia do governo singapurano para transformar o país de "cidade-jardim" em "cidade num jardim". O objetivo é aumentar a qualidade de vida pela introdução de mais espaços verdes na cidade.
O primeiro anúncio ao público feito pelo primeiro-ministro Lee Hsien Loong durante o National Day Rally de agosto de 2005. Gardens by the Bay pretende tornar-se o principal espaço recreativo ao ar livre em Singapura e um símbolo nacional.
Uma competição para o desenho do plano geral, feita em janeiro de 2006, teve mais de 70 respostas entregues por 170 empresas de 24 países. Duas empresas - Grant Associates e Gustafson Porter – venceram o concurso de desenho para os Bay South Gardens e para os Bay East Gardens, respetivamente.

## Bay Central Garden
O Bay Central Garden irá ser a ligação entre os Bay South Gardens e os Bay East Gardens. Ocupa 15 ha com 3 km de passeio junto à linha de costa, permitindo passeios cénicos do centro da cidade para o leste de Singapura. Futuros desenvolvimentos irão aparecer nos próximos anos.

## Bay East Garden

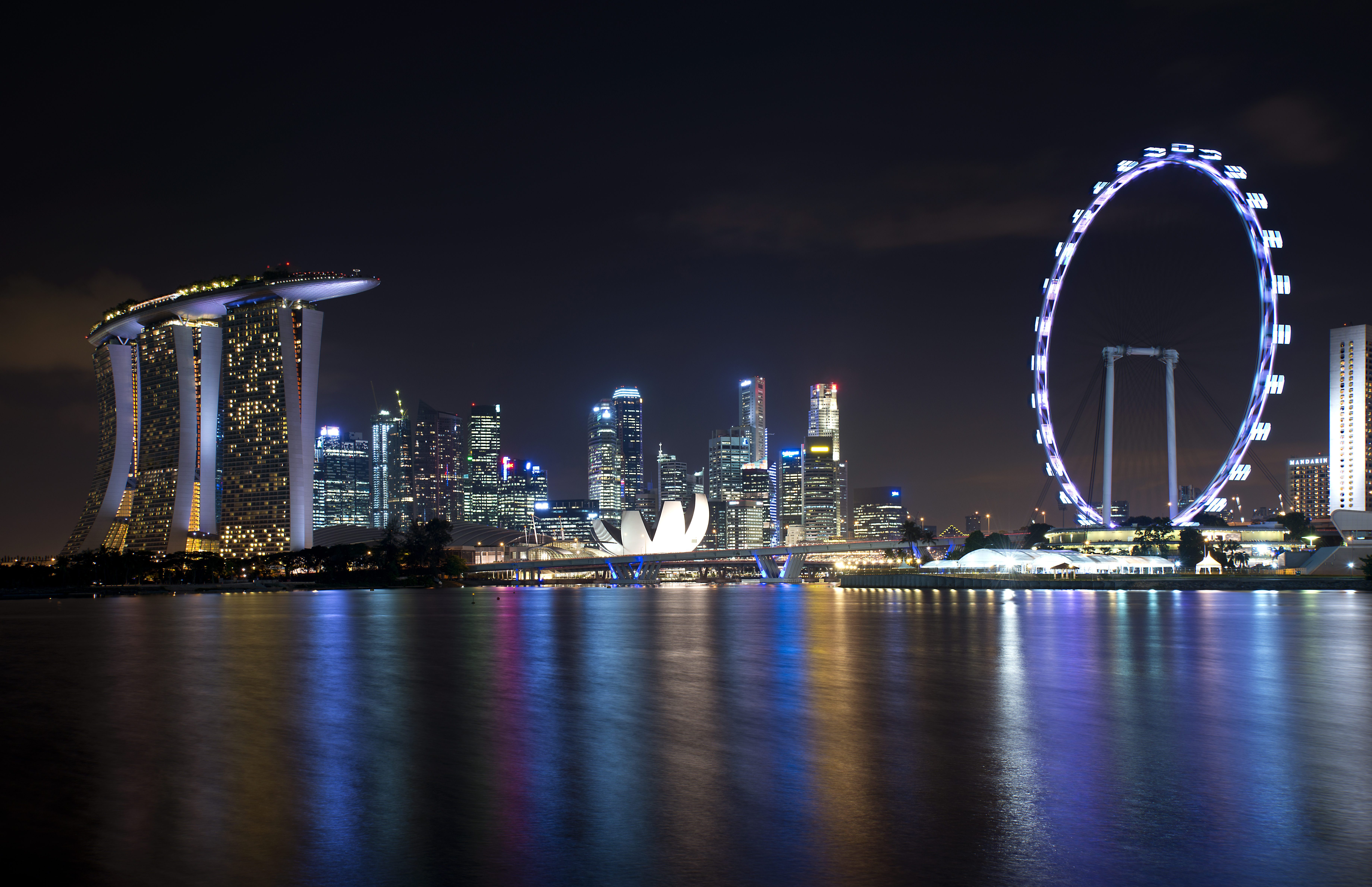
Vista de Singapura a partir dos Gardens by the Bay East

Bay East Garden tem 32 ha de área e 2 km de passeio no perímetro da Albufeira Marina. Um parque provisório foi colocado no Bay East Garden para apoiar os Jogos Olímpicos de Verão da Juventude de 2010. A primeira fase do jardim abriu ao público em outubro de 2011, permitindo mais um acesso à Singapura Marina Reservoir.
Foi concebido como uma série de grandes jardins tropicais em forma de folhas, cada um com o seu paisagismo específico, carácter e tema. Haverá cinco enseadas alinhadas com as direções dominantes do vento, maximizando e estendendo a linha de costa ao mesmo tempo que permitem ao vento e à água entrarem no local para ajudar a arrefecer as áreas com atividades em seu redor. O Bay East Garden irá dar aos visitantes uma vista total da linha de horizonte de Singapura.

## Bay South Garden
O Bay South Garden abriu ao público em 29 de junho de 2012. É, com 54 ha, o maior dos três jardins e pretende mostrar a melhor horticultura tropical e artes de jardinagem.
O conceito geral do plano geral foi inspirado por uma orquídea como representativa dos trópicos e de Singapura, precisamente a flor nacional - a  Vanda 'Miss Joaquim'. A orquídea tem raiz na frente de costa (estufas), enquanto as folhas (colinas), caules (caminhos) e raízes secondárias (água, linhas de energia e de comunicação) formam uma rede integrada com rebentos (jardins temáticos e superárvores) em interseções-chave.

### Estufas

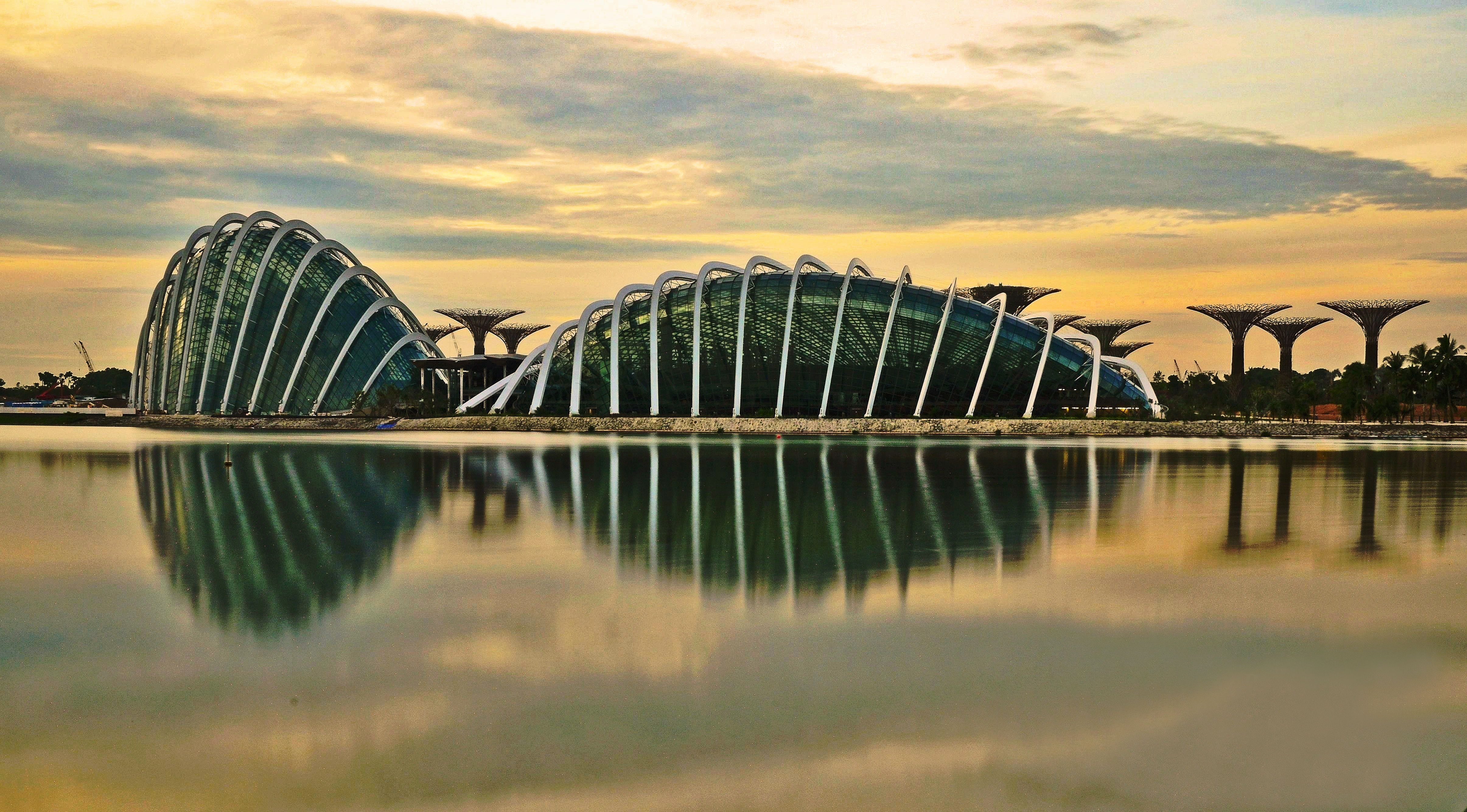
A Cloud Forest (esq.) e o Flower Dome, fotografadas à hora da aurora em 2011

O complexo de estufas inclui duas estufas arrefecidas – O Flower Dome (Cúpula das Flores, em chinês: 花穹) e a Cloud Forest (Floresta das Nuvens, em chinês: 云雾林), situadas ao longo do perímetro da Albufeira Marina. Pretende-se que as estufas usem energia de forma eficiente como exibição do potencial de arquitetura e construção sustentáveis e disponibilizar um local permanente para entretenimento educativo nos Jardins da Baía.